# Jardim de Piranhas
Jardim de Piranhas is een gemeente in de Braziliaanse deelstaat Rio Grande do Norte. De gemeente telt 14.347 inwoners (schatting 2009).